# پی.او
پیو جی-هون (کره‌ای: 표지훈؛ زادهٔ ۲ فوریه ۱۹۹۳) که به نام هنری‌اش پی. او (P.O) معروف است، رپر، خواننده و بازیگر اهل کره جنوبی است. او یکی از اعضای گروه پسرانهٔ بلاک بی و زیر گروه باستارز است.

## تحصیلات
پی او، تحصیلات خود را در مدرسه هنرهای چندگانه هانلیم شروع کرد و در سال 2012 فارغ التحصیل شد.

## حرفه

### پیش از آغاز به کار
پی.او در دبستان، کلاس های بازیگری گذراند و برای دنبال کردن رویای اصلی خود برای تبدیل شدن به یک بازیگر، وارد دبیرستان هنرهای چندگانه هانلیم شد. او سپس به همراه بهترین دوستش مینو (خواننده رپ) عاشق هیپ هاپ شد.

## فیلم‌شناسی

### مجموعه تلویزیونی
| سال  | عنوان              | شبکه     | نقش           | توضیحات      | منبع  |
| ---- | ------------------ | -------- | ------------- | ------------ | ----- |
| ۲۰۱۷ | دمای عشق           | اس‌بی‌اس   | کانگ مین-هو   |              |       |
| ۲۰۱۸ | رویارویی           | تی‌وی‌ان   | کیم جین-میونگ |              | [ ۲ ] |
| ۲۰۱۸ | هشدار عشق          | ام‌بی‌ان   | یون یو-جون    |              | [ ۳ ] |
| ۲۰۱۹ | هتل دل لونا        | تی‌وی‌ان   | جی هیون-جونگ  |              |       |
| ۲۰۲۰ | فراتر از دوستان    | جی‌تی‌بی‌سی | جین سانگ-هیوک |              | [ ۴ ] |
| ۲۰۲۱ | موش                | تی‌وی‌ان   | شین سانگ      |              | [ ۵ ] |
| ۲۰۲۲ | سلول‌های یومی فصل ۲ | تی‌وی‌ان   | کنترل زد      | حضور افتخاری | [ ۶ ] |